# Cour constitutionnelle de Lettonie
Pour les autres articles nationaux ou selon les autres juridictions, voir Cour constitutionnelle.
La Cour constitutionnelle de la République de Lettonie (letton : Latvijas Republikas Satversmes tiesa) est la juridiction lettone chargée du contrôle de constitutionnalité dans ce pays. Elle est créée en 1996 sur la base d'amendements apportés à la loi « sur le pouvoir judiciaire » et à la Constitution de la Lettonie en 1994. Elle agit conformément à la loi sur la Cour constitutionnelle et à la Constitution.

## Histoire
La question de la nécessité d'avoir une institution spécialisée dans le contrôle de constitutionnalité est posée dès 1930 par le député Pauls Šīmanis. En 1934, son collègue Helmuts Štegmanis dépose à la Saeima un projet de révision constitutionnelle, qui ne parvient pas à réunir le nombre de suffrages requis.
Lorsque la Lettonie obtient son indépendance en 1990, cette question est à nouveau abordée, notamment dans la déclaration du Conseil suprême du 4 mai 1990 qui fixe les grandes lignes du nouvel État letton démocratique. Cependant, la loi du 15 décembre 1992 sur le pouvoir judiciaire ne prévoit que la création d'une chambre spéciale chargée du contentieux constitutionnel au sein de la Cour suprême de Lettonie, qui ne voit jamais le jour. Dès 1993, le Gouvernement initie des travaux sur une institution propre et une proposition est soumise à la cinquième Saeima en 1994. La loi de 1992 est modifiée et le 5 juin 1994, la loi sur la Cour constitutionnelle, ainsi qu'un amendement à l'article 85 de la Constitution, sont adoptés. D'octobre à novembre 1996, la Saeima confirme six des sept juges proposés, et les quatre d'entre eux qui n'étaient pas juges auparavant prêtent serment le 9 décembre de la même année.
La Cour se réunit depuis le 5 mars 1999 dans un ancien bâtiment résidentiel commandé par Emil von Boetticher (1836-1907), bourgmestre de Riga de 1881 à 1889, et conçu par l'architecte Friedrich Wilhelm Hess. Le bâtiment était auparavant utilisé par le Conseil exécutif du quartier de Ziemeļu de Riga depuis 1940. Il est inscrit au registre des propriétés de l'État letton depuis 1998. Classé comme monument architectural d'importance locale, il se trouve dans la zone du Centre historique de Riga, classé au patrimoine mondial de l'humanité.

## Compétence
La Cour constitutionnelle de Lettonie est compétente pour contrôler la conformité à la Constitution de la Lettonie (Satversme) et la compatibilité aux traités internationaux ratifiés par la Lettonie (et qui ne sont en contradiction avec ladite Constitution), des lois, des traités internationaux que la Lettonie envisage de ratifier, et de divers autres actes, à l'exception des actes administratifs.
Ce contrôle peut être initié à la demande du Président de la Lettonie, de la Saeima, ou d'au moins vingt de ses membres, du Gouvernement letton, du Procureur général de la Lettonie, du conseil de contrôle des comptes, d'un conseil local, du médiateur de la Lettonie (si l'autorité qui a pris l'acte n'a pas tenu compte des recommandations faites par le médiateur dans le temps prescrit par ce dernier), du bureau du registre foncier (lors de l'inscription sur le registre des propriétés), le Conseil judiciaire dans les cas prévus par la loi, et sur renvoi préjudiciel d'une juridiction lettone au cours de l'examen d'un litige.
La Cour peut également directement être saisi par un citoyen letton qui estime que ses droits fondamentaux garantie par la Constitution sont méconnus, après épuisement des voies de recours internes, dans un délai d'au plus six mois après la dernière décision définitive.

## Composition et structure
La Cour constitutionnelle de Lettonie se compose de 7 juges nommés pour 10 ans, non renouvelable, par la Saeima. Deux d'entre eux sont proposés par le Gouvernement de la Lettonie, et deux autres sont proposé par l'Assemblée plénière de la Cour suprême de Lettonie (parmi les juges en exercice dans le pays). Les juges sont inamovible, et ne quittent leur fonction avant l'échéance de leur mandat qu'en cas d'inaptitude ou d'empêchement prolongé prévus par la loi, ou s'ils atteignent l'âge de 70 ans. Les juges ne peuvent occuper d'autres emplois, à l'exception des activités artistiques ou scientifiques (enseignement ou recherche).
Les juges doivent être détenteur d'un diplôme de droit au moins équivalent au niveau master, être âgé de 40 ans au moins lorsque leur nomination est présentée au présidium de la Saeima et avoir pendant au moins 10 année avoir exercer une profession juridique ou une activité d'enseignement et de recherche juridique dans un établissement d'enseignement supérieur.
Depuis 2000, les juges désignent parmi leurs pairs un Président et un Vice-président pour une durée de trois années. Le Président dirige les activités de la Cour, préside ses réunion et représente la juridiction. Il ne peut donner des instructions aux autres juges que dans la mesure où elles concerne l'organisation du travail juridictionnel.
L'admission d'une requête devant la Cour est assuré par une formation de trois juges. Si la formation décide de rejeter la requête, seul un des trois juges, en produisant des observations raisonnables, à la faculté de transférer l'affaire à l'ensemble de la Cour. Les juges instruisent l'affaire dans un délai déterminé, et se réunissent pour fixer les délais de procédure, décide s'il y a lieu d'inviter les parties à y prendre part, et détermine la date de l'audience le cas échéant (15 jours au moins et 5 mois au plus après le, à l'exception des cas les plus complexes, dans lesquels le délai peut être étendu jusqu'à 7 mois). L'audience se tient par principe en public, sauf cas particuliers, et d'ordinaire à Riga, mais la Cour peut se transporter ailleurs dans le pays si nécessaire. Le Cour étend et délibère des affaires en séance plénière (avec un quorum de cinq juges), hors certains cas spéciaux où une formation de trois juges peut statuer. Les décisions de la Cour sont délibérées en secret et sont tranchées à la majorité absolue (les juges pouvant seulement voter pour ou contre), l'acte en cause étant réputé conforme (ou compatible) en cas de partage égal des voix. Les décisions, définitives et non susceptible d'appel, sont lues ou publiés, accompagnées le cas échéant, des opinions dissidentes des juges en désaccord avec la solution.
Les décisions de la Cour constitutionnelle sont revêtues de l'autorité de la chose jugée, et s'imposent à toutes les juridictions et toutes les autorités et pouvoirs publics de Lettonie. Les actes déclarés, le cas échéant, par la juridiction comme non conformes ou non compatibles sont privés d'effets à la date de la décision de la Cour, ou à une date ultérieure fixée par elle, en tenant compte notamment des conséquences que pourrait avoir cette sortie de vigueur sur les autres droits fondamentaux des citoyens et la bonne marche de l'État et de la société, tout en veillant à préserver l'effet utile de la décision.

### Composition actuelle
Depuis le 1er septembre 2022: 
- Aldis Laviņš, président
- Gunārs Kusiņš
- Jautrīte Briede
- Jānis Neimanis
- Artūrs Kučs
- Anita Rodiņa.
- Irēna Kucina

### Liste des présidents
Les présidents de la Cour constitutionnelle de Lettonie depuis la création de la fonction en 2000: 
- Aivars Endziņš (2000—2007)
- Gunārs Kūtris (2007—2014)
- Aija Branta (2014)
- Aldis Laviņš (2014—2017)
- Ineta Ziemele (2017—2020)
- Sanita Osipova (2020—2022)
- Aldis Laviņš (intérim 2022)
- Aldis Laviņš (depuis 2022)